# Cartílago elástico
El cartílago elástico (o cartílago amarillo) es un tipo de cartílago presente en el oído externo, la laringe, las trompas de Eustaquio y la epiglotis. Contiene redes de fibras elásticas y fibras de colágeno. La proteína principal es elastina.

## Relación con el cartílago hialino

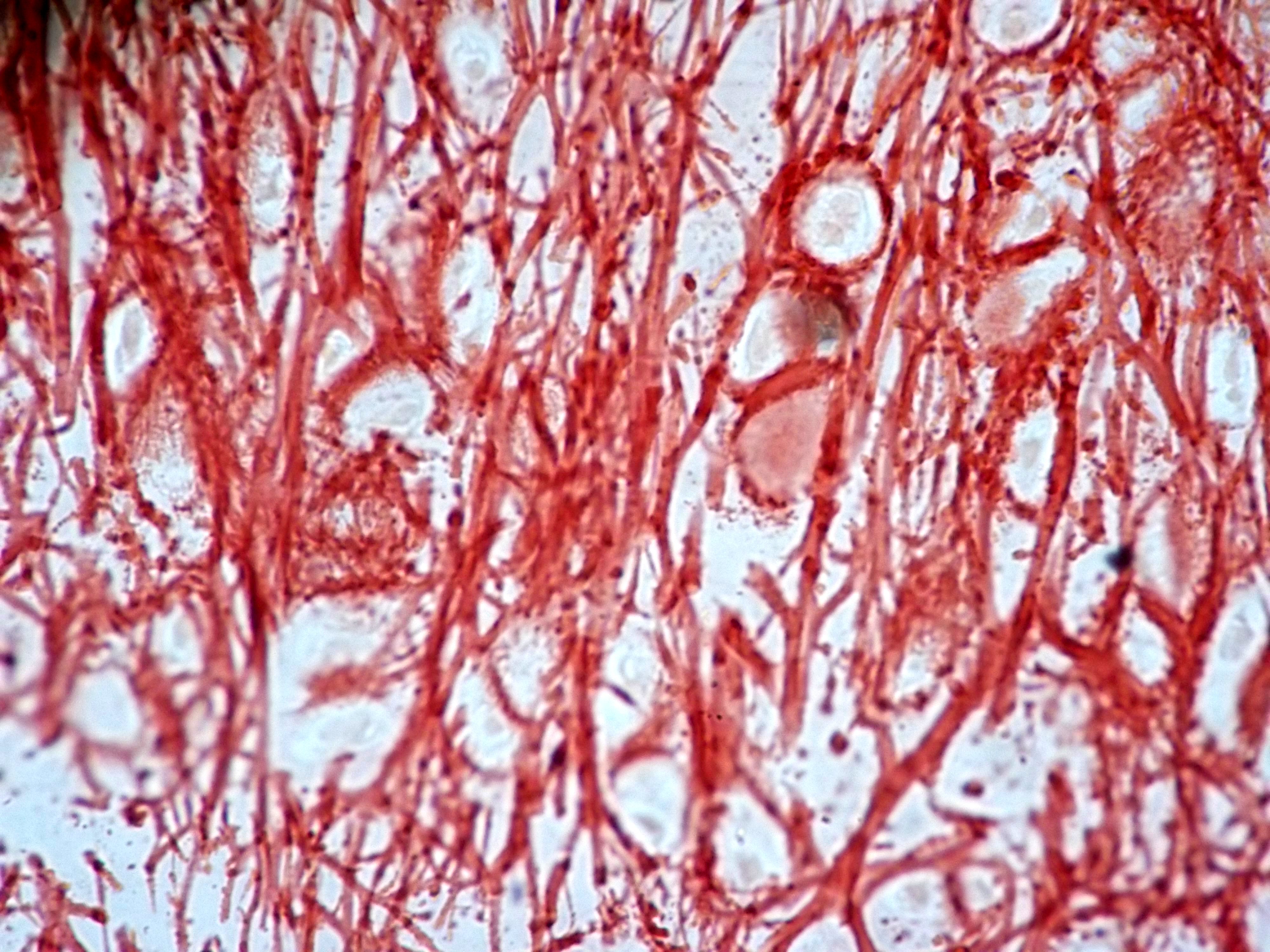
Imagen tomada con microscopio óptico en la que se observan fibras de cartílago elástico.

El cartílago elástico es histológicamente similar al cartílago hialino, pero además de las fibras de colágeno tipo II del hialino, contiene muchas fibras elásticas. Estas fibras se ramifican y le dan gran flexibilidad al cartílago elástico, de tal manera que es capaz de soportar flexión repetida. Se encuentra en la epiglotis (parte de la laringe) y el pabellón auricular (las aletas del oído externo de muchos mamíferos incluidos los humanos). Las fibras de elastina se tiñen de púrpura oscuro / negro con la tinción de Verhoeff.
A diferencia del hialino, que se forma mediante centros de condrificación, el cartílago elástico se origina a partir de tejido mesenquimático. El pericondrio, un tejido conjuntivo muy condensado, se localiza en la periferia del tejido, a modo de vaina muy delgada. No es fácil ver grupos isogénicos (grupos de 2 a 4 condrocitos), a diferencia del cartílago hialino donde su presencia es muy frecuente.

## Función
La elasticidad del cartílago es utilizada para soportar la deformación mecánica (es decir, en zonas corporales sometidas a una gran tensión mecánica).

## Patologías
Una de las patologías que afectan al cartílago elástico es policondritis recidivante (PR), una enfermedad inflamatoria que afectan el cartílago en tráquea, laringe y tabique nasal (aunque también puede atacar el cartílago hialino de las articulaciones, los órganos de los sentidos y el sistema cardiovascular). Puede llegar a destruir los tejidos afectados. Se han detectado anticuerpos para colágeno tipo II en pacientes, aunque otros estudios sugieren la presencia de un autoantígeno.